# 比利时总劳工联合会

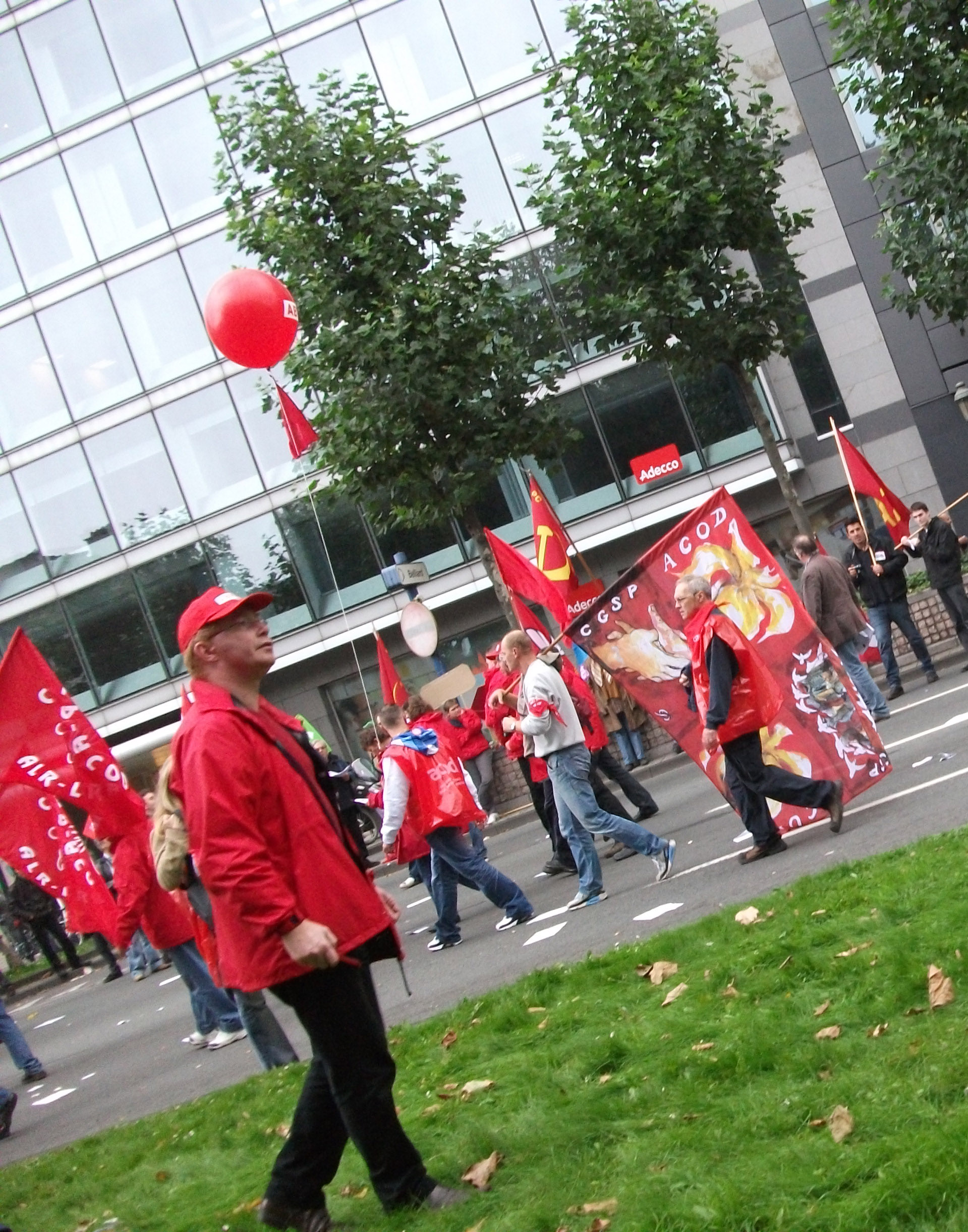
2010年9月29日，比利时总劳工联合会的成员在布鲁塞尔参加反对经济紧缩政策的抗议活动。

比利时总劳工联合会（法語：Fédération générale du travail de Belgique，缩写为FGTB，缩写为ABVV）是比利时的一个社会主义全国性工会联合会，成立于1945年4月29日。该组织是比利时三大工会组织中的第二大组织，拥有150万会员，仅次于拥有160万会员的基督教工会联盟，远超拥有大约30万会员的比利时自由工会总联盟。该组织曾长期与比利时社会党保持密切联系。尽管该组织在形式上独立于任何政党，但在过去10年里，比利时工人党的马克思主义影响在其活跃成员中日益增加。该组织是国际工会联合会的成员。